# Aetobatus flagellum
Aetobatus flagellum  (лат.) — вид хрящевых рыб семейства орляковых скатов отряда хвостоколообразных надотряда скатов. Они обитают в тропических водах и тёплых умеренных водах Индийского и северо-западной и центрально-западной части Тихого океана. Максимальная зарегистрированная ширина диска 72 см. Грудные плавники этих скатов срастаются с головой, образуя ромбовидный диск, ширина которого превосходит длину. Характерная форма плоского рыла напоминает утиный нос. Тонкий хвост длиннее диска. Окраска дорсальной поверхности диска ровного коричневого цвета.
Подобно прочим хвостоколообразным Aetobatus flagellum размножаются яйцеживорождением. Основу рациона составляют двустворчатые моллюски. Не являются объектом целевого промысла, но в попадаются качестве прилова. Мясо используют в пищу. 

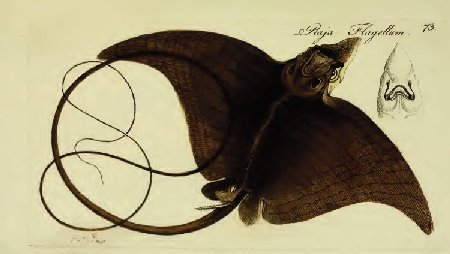
Оригинальное изображение Aetobatus flagellum

## Таксономия и филогенез
Впервые вид был научно описан в 1801 году. Видовой эпитет происходит от слова лат. flagellum — «бич». Синтип представляет собой самца с диском, пойманного у берегов Индии. 

## Ареал и места обитания
Aetobatus flagellum обитают в прибрежных водах Индийского океана и в северо-западной и центрально-западной части Тихого океана у берегов Китая, Индии, Индонезии и Пакистана. Эти скаты встречаются на внешней части континентального шельфа.

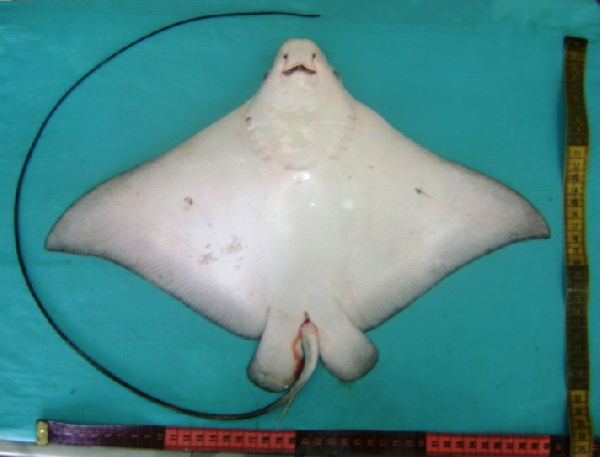
Вентральная сторона

## Описание
Грудные плавники этих скатов срастаются с головой, образуя ромбовидный плоский диск, ширина которого превышает длину, края плавников имеют форму заострённых («крыльев»). Характерная форма треугольного плоского рыла, образованного сросшимися передними краями грудных плавников, напоминает утиный нос. У взрослых самцов рыло длиннее. Голова удлинённая. Тонкий хвост намного длиннее диска. Позади глаз расположены брызгальца. На вентральной поверхности диска имеются 5 пар жаберных щелей, рот и ноздри. Брюшные плавники небольшие, вытянутые и закруглённые. Кнутовидный, сильно утончающийся к кончику хвост в 1,22—2,81 раз превышает ширину диска. На дорсальной поверхности у основания хвоста расположены несколько шипов, длина которых составляет 6,2—16,2 % ширины диска. Нижние зубы имеют V-образную форму. Окраска дорсальной поверхности диска ровного коричневого цвета. Вентральная поверхность диска белая. Количество лучей грудных плавников 89—96, позвонков 85—91. Отличительной особенностью этих скатов является чёрный цвет, в который окрашены их мышцы. Максимальная зарегистрированная ширина диска 72 см, а вес 13,9 кг.

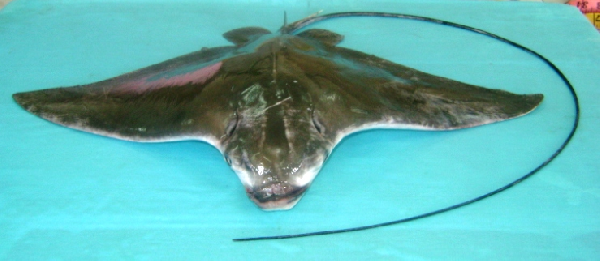
Вид спереди

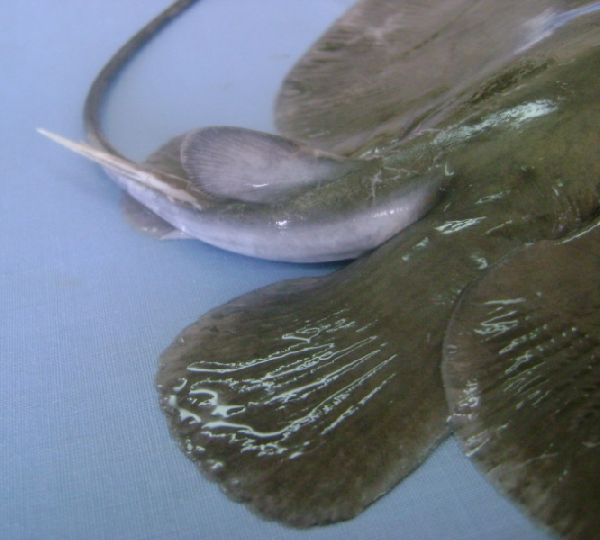
Шип у основания хвоста.

## Биология
Основу рациона этих скатов составляют двустворчатые моллюски, в частности Ruditapes philippinarum and Atrina pectinata. Подобно прочим хвостоколообразным Aetobatus flagellum  относится к яйцеживородящим рыбам. Эмбрионы развиваются в утробе матери, питаясь желтком и гистотрофом. В помёте до 4 новорождённых. Самки крупнее и живут в целом дольше. Максимальная продолжительность самцов и самок по оценкам составляет 9 и 19 лет. 

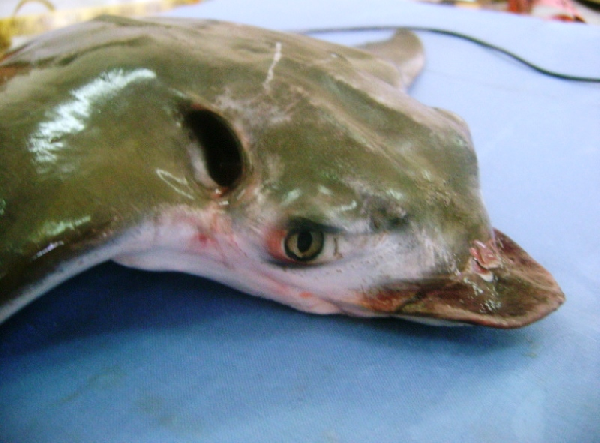
Глаза и брызгальца

## Взаимодействие с человеком
Aetobatus flagellum не являются объектом целевого лова из-за небольшого размера и малой численности. Они попадаются в качестве прилова при коммерческом промысле с помощью тралов, жаберных и трёхстенных сетей. В Джакарте их мясо встречается в продаже, его употребляют в пищу. Вид страдает от перелова и ухудшения условий среды обитания. Международный союз охраны природы присвоил этому виду статус сохранности «Вымирающий».